# Ильин, Иосиф Сергеевич
Иосиф Сергеевич Ильин (1885, Москва, Российская империя — 1981, Веве, Швейцария) — полковник русской армии, автор воспоминаний.

## Биография
Окончил Морской кадетский корпус, гардемарин выпуска 1907 года. Окончил Михайловское артиллерийское училище.
С 1908 года служил поручиком в 37-й артиллерийской бригаде 37-й пехотной дивизии.
В начале Первой мировой войны служил в 74-й артиллерийской бригаде 74-й пехотной дивизии, был ранен в руку и получил контузию. После ранения в боях не участвовал, был зачислен на нестроевые или тыловые должности, в 1917 году служил инструктором в Первой школе подготовки прапорщиков пехоты военного времени Юго-Западного фронта близ Житомира.
Кандидат в делегаты Учредительного собрания от партии кадетов.
Участник гражданской войны на стороне белого движения. Полковник. Штаб-офицер для поручений при военном министре Комитета членов Учредительного собрания (Комуч), затем при ставке главнокомандующего Уфимской директории генерала В. Г. Болдырева; в эмиграции после 1920 года.

### Эмиграция
Жил в Харбине. Служил на Китайской восточной железной дороге, читал лекции в Институте японо-русского общества. Уволен с 1 января 1925 года, после чего работал в ряде харбинских эмигрантских газет (в том числе «Русский голос»). После занимался преподаванием, в том числе для младшего командного состава Квантунской армии. В 1956 году уехал в Швейцарию.
Работал в 60-е годы в США в калифорнийской газете «Русская жизнь», в русскоязычном «Новом журнале», в парижской «Русской мысли». В 1937 году передал свои «Воспоминания биографического характера» в архив эмиграции в Праге. Последние годы жизни провёл в Швейцарии.

### Семья
Первая жена — Екатерина Дмитриевна Воейкова-Ильина (из дворянского рода Воейковых) (1887—1965).
Дочери — Наталия Ильина (1914—1994), русская писательница и Ольга Иосифовна Лаиль (1917—2017).
Внучка — Вероника Жобер (Véronique Jobert; род. 1945), филолог, профессор факультета славяноведения Сорбонны (дочь Ольги Ильиной-Лаиль).
Вторая жена — Е. Киструсская

## Произведения
Публиковался в журнале Католический вестник Русской епархии византийско-славянского обряда в Маньчжурии
- Дневники И. С. Ильина за 1920—1938 гг
- Рукописи воспоминаний биографического характера (1929, 1938)

## Награды
- Орден Святого Станислава 3 ст. с мечами и бантом (1915)
- Орден Святой Анны 4 ст. «за храбрость» (1915)